# Gelis apantelicidus
Gelis apantelicidus là một loài tò vò trong họ Ichneumonidae.